# Гистидиндекарбоксилаза
Гистидиндекарбоксилаза (сокр. ГДК, HDC, КФ 4.1.1.22) — декарбоксилирующий фермент из класса лиаз, катализирующий процесс декарбоксилирования молекулы протеиногенной аминокислоты гистидина по реакции:
с образованием гистамина и углекислого газа соответственно. У млекопитающих гистамин является важным биогенным амином с регуляторной ролью в нейротрансмиссии, секреции соляной кислоты желудка и иммунном ответе. Фермент проявляет абсолютную субстратную специфичность.
В качестве кофермента ГДК использует пиридоксальфосфат (PLP)— кофактор, сходный со многими декарбоксилазами аминокислот.
Гистидиндекарбоксилаза является единственным участником пути синтеза гистамина, происходящего в одностадийной реакции. Гистамин не может быть получен каким-либо другим известным ферментом.
Эукариоты, а также грамотрицательные бактерии имеют общую HDC, в то время как грамположительные бактерии используют эволюционно несвязанные пирувоилзависимые HDC.
У человека ГДК кодируется геном HDC, локализованном на длинном плече (q-плече) 15-й хромосомы.

## Структура

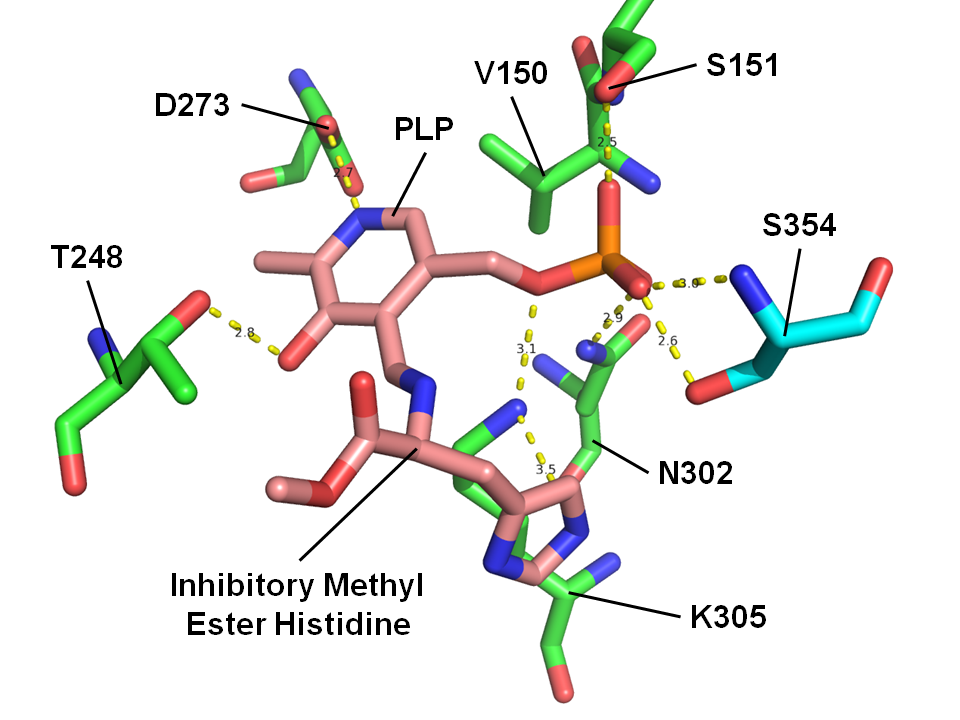
Структура активного центра HDC. Пиридоксальфосфат обычно ковалентно связан с HDC на лизине 305. Он также удерживается на месте с водородными связями с другими соседними аминокислотами. Здесь активный сайт показан с PLP, связанным с ингибирующим остатком метилового эфира гистидина, который необходим для кристаллизации. Сгенерировано из 4E1O.

Гистидиндекарбоксилаза представляет собой пиридоксальзависимую декарбоксилазу группы II вместе с декарбоксилазой ароматических аминокислот и тирозиндекарбоксилазой. HDC экспрессируется в виде зимогена массой 74 кДа, который не является ферментативно функциональным. Только после посттрансляционной модификации фермент становится активным. Эта модификация состоит из усечения бо́льшей части С-концевой цепи белка (частичный протеолиз), уменьшая молекулярную массу пептида до 54 кДа.
Гистидиндекарбоксилаза существует как гомодимер с несколькими аминокислотами из соответствующей противоположной цепи, стабилизирующей активный сайт HDC. В состоянии покоя HDC пиридоксальфосфат ковалентно связывается как основание Шиффа с лизином 305 и стабилизируется несколькими водородными связями с соседними аминокислотами — аспартатом 273, серином 151 и серином 354 противоположной цепи. HDC содержит несколько областей, которые последовательно и структурно подобны тем, которые присутствуют в ряде других пиридоксальзависимых декарбоксилаз. Это особенно заметно вблизи остатка активного лизина 305.

## Механизм катализа

Механизм каталитического декарбоксилирования с помощью пиридоксальфосфата (PLP) в качестве кофактора.

HDC декарбоксилирует гистидин с использованием кофактора PLP, первоначально связанного как основание Шиффа, с лизином 305. 
Гистидин инициирует реакцию, вытесняя лизин 305 и образуя альдимин с PLP. Затем карбоксильная группа гистидина покидает молекулу, образуя углекислый газ. Наконец, PLP повторно образует свою исходное основание Шиффа в лизине 305, и гистамин высвобождается. Этот механизм очень похож на тот, который используется другими пиридоксальзависимыми декарбоксилазами. В частности, альдимин-промежуточное соединение является общей чертой всех известных PLP-зависимых декарбоксилаз. HDC является высокоспецифичной для её гистидинового субстрата.

## Биологическое значение
Гистидиндекарбоксилаза является основным биологическим источником гистамина. Гистамин является важным биогенным амином, который замедляет многочисленные физиологические процессы. Существует четыре разных рецептора гистамина: H1, H2, H3 и H4, каждый из которых несёт различное биологическое значение. H1 модулирует несколько функций центральной и периферической нервной системы, включая суточный ритм, температуру тела и аппетит. Активация H2-рецептора приводит к секреции желудочной кислоты и релаксации гладких мышц. H3 контролирует оборот гистамина путём ингибирования синтеза гистамина и его высвобождения. Наконец, H4 играет роль в хемотаксисе тучных клеток и производстве цитокинов.
У людей HDC в основном экспрессируется в тучных клетках и базофильных гранулоцитах. Соответственно, эти клетки содержат самые высокие концентрации гистаминовых гранул в организме. Гистамин тучных клеток обнаружен также в головном мозге, где он используется в качестве нейротрансмиттера.

## Клиническое значение
Антигистаминные препараты — это класс препаратов, предназначенных для снижения нежелательных эффектов вызванных избыточной секрецией гистамина в организме. Типичные антигистамины блокируют специфические рецепторы гистамина, в зависимости от того, какую физиологическую цель они выполняют. Например, дифенгидрамин, нацелен и ингибирует Н1-рецептор гистамина, и как следствие происходит облегчение симптомов аллергических реакций. Ингибиторы гистидиндекарбоксилазы могут быть предположительно использованы в качестве нетипичных антигистаминов. Было показано, что тритокуалин, а также различные катехины, такие как эпигаллокатехин-3-галлат, основной компонент зелёного чая, нацелены на HDC и гистамин-секретируемые клетки (тучные клетки, базофилы, эозинофилы и др.), снижая уровни гистамина и обеспечивая противовоспалительные, противоопухолевые и антиангиогенные эффекты.
Мутации в гене для гистидиндекарбоксилазы наблюдались в одном семействе с синдромом Туретта (TS) и, как полагают, не учитываются в большинстве случаев TS.